# Par l'entrée de service
Pour plus de détails, voir Fiche technique et Distribution.

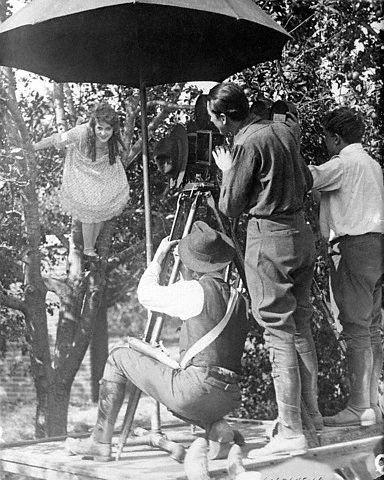
Une photo de tournage du film avec Mary Pickford

Par l'entrée de service  (titre original : Through the Back Door) est un film muet américain réalisé par Alfred E. Green et Jack Pickford, sorti en 1921.

## Synopsis
Lorsqu'Hortense Bodamere, une veuve belge, se marie avec Elton Reeves, un riche New-yorkais, elle laisse sa fille Jeanne à la garde de la nurse, Marie. Cinq ans plus tard, Mme Reeves veut reprendre avec elle sa fille, mais Marie, qui a épousé un fermier et a élevé Jeanne comme sa propre fille, répond à Hortense que l'enfant est morte. Lorsque la guerre est déclarée, Marie envoie Jeanne en même temps que deux garçons orphelins chez les Reeves à New York. Jeanne est incapable de révéler son identité et est engagée comme bonne. Lorsqu'elle découvre que son beau-père est victime des ruses de Margaret Brewster, elle se fait reconnaître. Reeves, reconnaissant son erreur, se réconcilie avec sa femme. 

## Fiche technique
- Titre original : Through the Back Door
- Titre français : Par l'entrée de service
- Réalisation : Alfred E. Green et Jack Pickford
- Scénario : Marion Fairfax
- Assistant réalisateur : Alfred L. Werker
- Photographie : Charles Rosher
- Production : Mary Pickford
- Société de production : The Mary Pickford Company
- Société de distribution : United Artists
- Pays de production :  États-Unis
- Langue originale : anglais
- Format : noir et blanc — 35 mm — 1,37:1 — Muet
- Genre : Comédie dramatique
- Durée : 89 minutes
- Date de sortie :
  - États-Unis : 17 mai 1921
- Licence : domaine public

## Distribution
- Mary Pickford : Jeanne
- Adolphe Menjou : James Brewster
- Gertrude Astor : Louise Reeves
- Wilfred Lucas : Elton Reeves
- Helen Raymond : Marie
- C. Norman Hammond : Jacques Lanvain
- Elinor Fair : Margaret Brewster
- Peaches Jackson : Conrad
- Doreen Turner : Constant
- John Harron : Billy Boy
- George Dromgold : Chauffeur